# Echinocereus acifer
Echinocereus acifer, conocida comúnmente como alicoche del centro, alicoche de Tamazula o alicoche tepehuano, es una especie de planta suculenta perteneciente al género Echinocereus, dentro de la familia Cactaceae. Es endémica de México (concretamente de los estados de Aguascalientes, Zacatecas, Jalisco, Durango, San Luis Potosí y Guanajuato).

## Descripción
Echinocereus acifer es una especie de cactus que se ramifica y forma pequeños cojines de 5 a 8 cabezas. Los tallos son cilíndricos, tienen la epidermis de color verde oscuro y alcanzan alturas de 10 a 40 cm, con diámetros de 5 a 10 cm. Cada brote emerge de un cojín blanco lanoso con cerdas de color marrón rojizo.

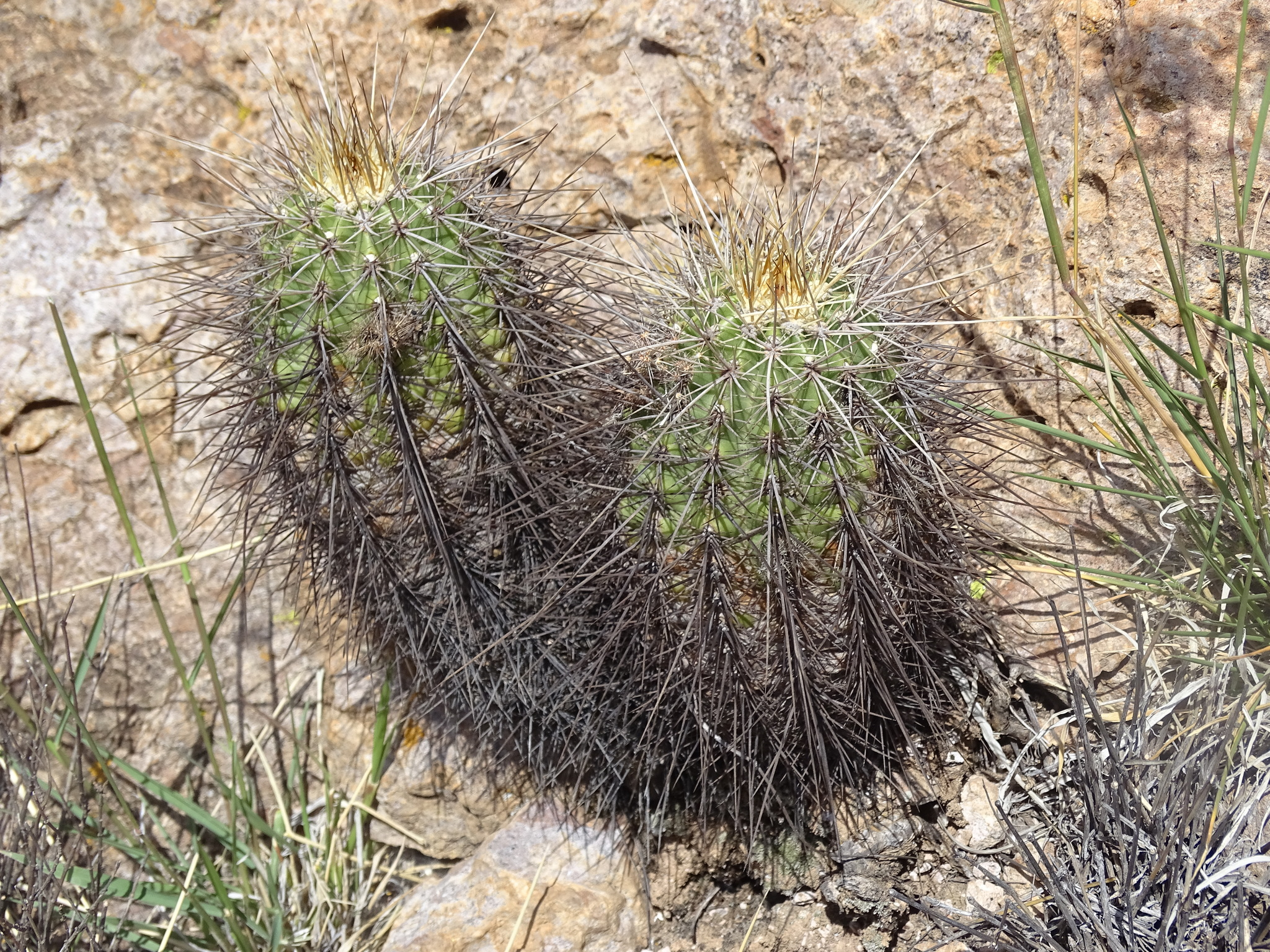
Detalle de las espinas

Presentan de 9 a 12 costillas onduladas y divididas en tubérculos. Sobre ellas se asientan areolas afelpadas en los brotes nuevos, con una separación de 1 a 1,5 cm y un diámetro aproximado de 3 mm. Las espinas son aciculares (en forma de aguja), rígidas y de color amarillo a marrón rojizo inicialmente, tornándose grises con la edad. Se distinguen hasta 5 espinas centrales salientes de casi 4 cm de largo, y de 10 a 15 espinas radiales de 1 a 2 cm de longitud.

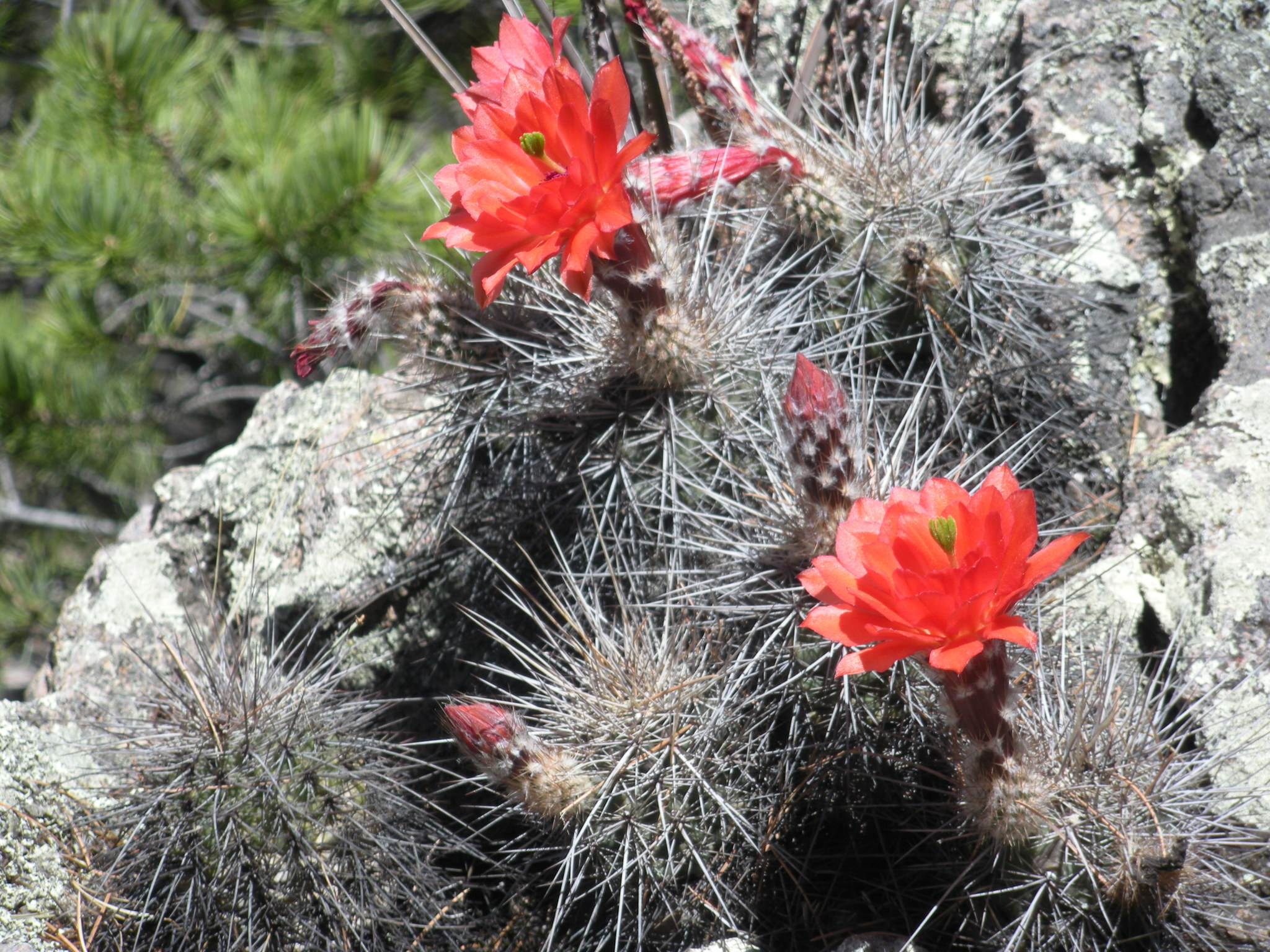
Planta en floración

Las flores tienen forma de embudo, de color rojo por fuera y amarillo por dentro. Rara vez presentan bordes oblicuos, miden de 8 a 12 cm de largo y hasta 10 cm de diámetro. Son hermafroditas y autofértiles. Los estambres son amarillos y el estigma, de verde a verde claro. Los frutos son ovalados, permanecen verdosos y miden hasta 3 cm de largo, con diámetros de 2 cm.

## Distribución y hábitat
El área de distribución nativa de esta especie es México (concretamente en los estados de Aguascalientes, Zacatecas, Jalisco, Durango, San Luis Potosí y Guanajuato). Crece principalmente en biomas desérticos o de matorral seco, a altitudes que oscilan entre los 2100 y los 2500 metros sobre el nivel del mar.

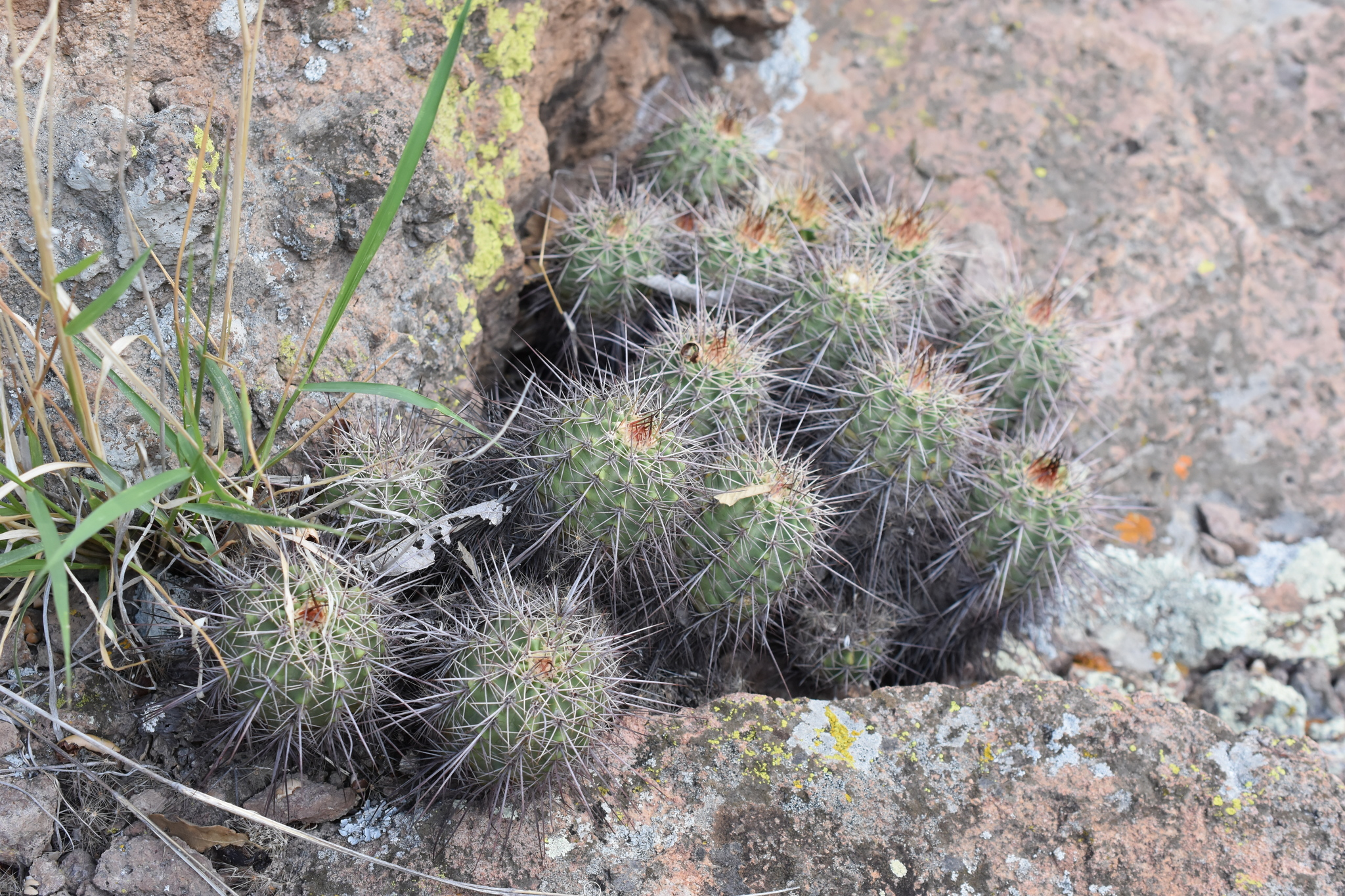
Planta en su hábitat

Habita en montañas rocosas y boscosas, desarrollándose sobre grietas de rocas con musgo de bosques de pino y roble.

## Taxonomía
La primera descripción de esta especie fue como Cereus acifer, publicada en 1850 por los botánicos alemanes Christoph Friedrich Otto y Joseph zu Salm-Reifferscheidt-Dyck en el libro Cacteae in Horto Dyckensi Cultae, ed. 2: 189.
Más tarde, el botánico alemán Friedrich Adolph Haage trasladó la especie al género Echinocereus, por lo que pasó a llamarse Echinocereus acifer. Registró estos cambios en el catálogo Preis-Verzeichniss über Cacteen und Succulenten 19, publicado en 1859.
Etimología
- Echinocereus: nombre genérico formado a partir de las palabras latinas ĕchīnus (que significa ‘erizo’) y cereus (que se traduce como 'vela' o 'cirio'), en alusión a los tallos cortos, columnares y espinosos que presentan las especies de este género.[10]
- acifer: epíteto específico formado a partir de las palabras latinas ăcus (que significa 'aguja') y fer (que significa 'llevar'), en alusión a las espinas rígidas como agujas que presenta la especie.[11][12]

Sinonimia
- Cereus acifer Otto ex Salm-Dyck, 1850 (basónimo)
- Echinocereus acifer subsp. acifer
- Echinocereus acifer var. brevispinulus Jacobi, 1885
- Echinocereus acifer var. diversispinus K.Schum., 1898
- Echinocereus acifer var. durangensis K.Schum., 1898
- Echinocereus acifer var. tenuispinus Jacobi, 1885
- Echinocereus acifer var. trichacanthus Hildm., 1891
- Echinocereus acifer subsp. tubiflorus W.Rischer, 1998
- Echinocereus acifer subsp. ventanensis W.Rischer, 2009
- Echinocereus polyacanthus var. densus (Regel) N.P.Taylor, 1984
- Echinocereus triglochidiatus var. acifer (Otto ex Salm-Dyck) Bravo, 1978
- Echinocereus triglochidiatus subsp. acifer (Otto ex Salm-Dyck) U.Guzmán, 2003
- Echinopsis valida var. densa Regel, 1852

## Estado de conservación
En la Lista Roja de Especies Amenazadas de la UICN, la especie está clasificada como de “Preocupación Menor (LC)” y no se conocen amenazas importantes para la conservación de esta especie.

## Usos
Se cultiva principalmente como planta ornamental y su propagación se realiza a través de esquejes o semillas. Además, la especie se recolecta ocasionalmente de su hábitat para utilizarla en la realización de belenes.